# Демяновецкий сельсовет
Демяновецкий сельсовет — упразднённая административная единица на территории Дятловского района Гродненской области Республики Беларусь.

## Состав
Демяновецкий сельсовет включал 6 населённых пунктов:
- Гузни — деревня.
- Демяновцы — деревня.
- Чирвоный Бор — деревня.
- Липичанская Пуща — деревня.
- Шершни — деревня.
- Яблынька — деревня.